# Derniers jours de Benito Mussolini
Les derniers jours de Benito Mussolini se déroulent près de la frontière suisse alors qu'il tente de fuir dans les derniers jours de la Seconde Guerre mondiale en Europe, entouré de ses derniers fidèles et Clara Petacci. Mussolini quitte Milan le 25 avril 1945, avant d'être démasqué le 27 avril et sommairement exécuté le lendemain par un partisan communiste italien dans le petit village de Giulino di Mezzegra, en Italie du nord. Selon la version officielle, Mussolini est abattu par Walter Audisio, cependant, depuis la fin de la guerre, les circonstances de la mort de Mussolini et l'identité de son assassin font l'objet d'une controverse continue en Italie.
En 1940, Mussolini fait entrer l'Italie dans la Seconde Guerre mondiale aux côtés de l'Allemagne nazie, mais connait rapidement des échecs militaires. Renversé par son propre parti, il est réinstallé à l'automne 1943 par les allemands, à la tête d'un État fantoche sous strict contrôle allemand, la République sociale italienne dans le nord et le centre de l'Italie. Il y fait face à l'avance alliée par le sud de la péninsule et à une guerre civile de plus en plus violente avec les partisans antifascistes. En avril 1945, avec la percée des Alliés dans les dernières défenses allemandes dans le nord de l'Italie et un soulèvement général des partisans s'installant dans les villes, la situation de Mussolini devient intenable. Il décide de fuir Milan, et se dirige vers la frontière suisse. Il est arrêté avec sa maîtresse Claretta Petacci le 27 avril, par des partisans locaux, près du village de Dongo sur les rives du lac de Côme. Mussolini et Petacci sont exécutés l'après-midi suivant, deux jours avant le suicide d'Adolf Hitler.
Les corps de Mussolini, Petacci et des seize autres personnes sont transportés à Milan. Les corps subissent des outrages. On les pend par les pieds à la balustrade d'un distributeur d'essence sur la place Piazzale Loreto où, l'année précédente, quinze partisans avaient été fusillés et exposés en représailles d'un attentat contre les Allemands ; ensuite, Mussolini est défiguré. Son corps est transféré dans une tombe anonyme au Cimitero Maggiore de Milan. Sa dépouille est dérobée par des militants néo-fascistes du Parti fasciste démocratique en avril 1946, puis retrouvée en août, cachée pendant les onze années suivantes dans une malle dans la basilique de la Chartreuse de Pavie. Finalement, en 1957, le gouvernement italien rend la dépouille à la famille Mussolini qui l'inhume dans la crypte de la chapelle familiale, au cimetière de San Cassiano de Predappio. Chaque année à l'anniversaire de sa mort, les nostalgiques du fascisme italien se retrouvent autour de son tombeau, son village accueillant de 80 000 à 100 000 visiteurs par an.
Les circonstances exactes de la mort de Mussolini restent discutées. Dans les années d'après-guerre, la version « officielle » de la mort de Mussolini est remise en question en Italie (mais, en général, pas à l'étranger), et de nombreuses versions émergent, comparées aux théories du complot sur l'assassinat de John F. Kennedy. Des journalistes, des politiciens et des historiens, doutant de la véracité du récit d'Audisio, avancent diverses théories et spéculations sur la mort de Mussolini et sur l'auteur de la fusillade. Selon ces théories, au moins douze individus ont été identifiés aux exécuteurs, notamment Luigi Longo et Sandro Pertini qui deviendront respectivement secrétaire général du Parti communiste italien et président de la République italienne.
Certains auteurs pensent que la mort de Mussolini fait partie d'une opération des forces spéciales britanniques, dans le but supposé de récupérer des « accords secrets » compromettants et la correspondance avec Winston Churchill que Mussolini aurait transportée lors de sa capture. Cependant, la thèse « officielle » attribuant la mort de Mussolini à Walter Audisio reste la plus crédible.

## Événements précédents

La République sociale italienne :
en septembre 1944

### Contexte
Mussolini est le dirigeant fasciste italien depuis 1922, d'abord en tant que Premier ministre et, après sa prise des pouvoirs dictatoriaux en 1925, s'attribue le titre Il Duce de la République sociale italienne en 1943. En juin 1940, il entraîne son pays dans la Seconde Guerre mondiale aux côtés de l'Allemagne nazie dirigée par Adolf Hitler. À la suite de l'invasion alliée de la Sicile en juillet 1943, Mussolini est destitué et arrêté par ordre du roi ; l'Italie signe alors l'armistice de Cassibile avec les Alliés en septembre suivant.
Peu de temps après l'armistice, Mussolini est libéré de prison lors du raid du Gran Sasso par les forces spéciales allemandes et Hitler le place à la tête de la République sociale italienne, un État fantoche allemand créé dans le nord de l'Italie et basé dans la ville de Salò près du lac de Garde. En 1944, la « République de Salò », comme elle est surnommée, est menacée non seulement par les Alliés avançant du sud, mais aussi de l'intérieur par les partisans antifascistes italiens, dans un conflit brutal qui deviendra connu sous le nom de guerre civile italienne.
En remontant lentement la péninsule italienne, les Alliés prennent Rome puis Florence à l'été 1944 et plus tard cette année-là, commencent leur percée vers le nord de l'Italie. Avec l'effondrement final de la ligne gothique de l'armée allemande en avril 1945, la défaite totale de la République de Salò et de ses protecteurs allemands devint imminente.
Le 18 avril 1945, Mussolini quitte Gargnano, un village près de Salò où il réside, et s'installe, avec tout son gouvernement, à Milan, dans la préfecture de la ville,. Le but de cette décision semble avoir été de se préparer à la défaite finale. Son nouvel emplacement serait mieux placé pour une évasion jusqu'à la frontière suisse. De plus, cela le rapprocherait de l'archevêque de Milan, le cardinal Schuster, qu'il espérait utiliser comme intermédiaire pour négocier avec les Alliés et les partisans.

### Cache à Milan
Au cours de la semaine qui suit son arrivée à Milan, et avec la détérioration de la situation militaire, Mussolini hésite entre un certain nombre d'options, notamment une ultime résistance dans le fantomatique « réduit de la Valteline », une vallée des Alpes italiennes (le plan dit du Ridotto Alpino Repubblicano), fuir en Suisse, ou tenter de négocier une passation pacifique à la direction des partisans, le CLNAI (Comité de libération nationale Nord Italie) ou aux Alliés,,. Alors que les forces allemandes se replient, le CLNAI déclare un soulèvement général dans les principales villes du nord, publiant un décret instituant des tribunaux populaires dont les dispositions dans la pratique, constituent une condamnation à mort pour Mussolini:

« Les membres du gouvernement fasciste et les gerarchi du fascisme coupables de supprimer les garanties constitutionnelles, de détruire les libertés populaires, de créer le régime fasciste, de compromettre et de trahir le sort du pays et de l'avoir conduit à la catastrophe actuelle seront punis de la peine de mort et, dans les cas moins graves, de la réclusion à perpétuité. »

— CLNAI, Décret du 25 avril 1945, Art. 5
Dans l'après-midi du 25 avril, le cardinal Schuster tenant le rôle de médiateur auprès du CLNAI, accueille dans sa résidence les négociations de paix entre Mussolini et des représentants de la CLNAI,. L'indécision de Mussolini et l'intransigeance des partis rendent impossible le moindre accord. Ce soir-là, alors que l'armée allemande dans le nord de l'Italie est sur le point de se rendre, Mussolini décide de fuir Milan, juste avant la libération de la ville par le CLNAI. À 20 heures, il se dirige vers le nord en direction du lac de Côme. Personne ne sait si son objectif est de tenter de traverser la frontière suisse ou de se rendre dans la Valteline ; dans l'optique de cette deuxième option, il quitta la ville sans les milliers de partisans rassemblés à Milan destinés à l'escorter jusqu'à la dernière forteresse des Alpes.
Selon certains témoignages, le 26 avril, rejoint par sa maîtresse Clara Petacci, il tente à plusieurs reprises de traverser la frontière vers la Suisse. Certains notent que si l'intention était seulement de fuir, Mussolini aurait pu utiliser le trimoteur SM79 prêt à l'aéroport de Bresso aux portes de Milan. Certains personnages mineurs de la RSI et une partie de la famille Petacci l'utilisent pour réapparaître en Espagne le 26 avril. Renonçant à cet objectif, il rejoint une colonne allemande de la Luftwaffe (troupes anti-aériennes) en retraite et la colonne Pavolini qui, arrivée à Côme le matin, a immédiatement poursuivi le long du lac.

### Fuite, capture et arrestation
Le 27 avril 1945, la colonne est arrêtée une première fois à Musso où le lieutenant SS Birzer, chargé peu avant son départ de Gargnano de protéger Mussolini par sa hiérarchie, le convainc de se cacher dans un camion de la colonne allemande en endossant un manteau de sergent de l'aviation allemande. Quelques kilomètres plus loin, la colonne est de nouveau arrêtée à Dongo par un petit groupe de partisans de la 52e brigade Garibaldi. Les partisans, menés par Pier Luigi Bellini delle Stelle et Urbano Lazzaro, reconnaissent l'un des fascistes, mais pas Mussolini à ce stade. Ils obligent les Allemands à remettre tous les Italiens, clause qui leur permet de continuer leur route. Finalement, Mussolini est découvert affalé dans l'un des véhicules du convoi. Lazzaro dira plus tard :
Son visage était comme de la cire et son regard vitreux, mais en quelque sorte aveugle. J'ai lu dans son visage l'épuisement total, mais pas la peur... Mussolini semblait complètement dépourvu de volonté, spirituellement mort.
Arrêté par les partisans, il est d'abord retenu à Germasino, dans une caserne de la Garde des finances. Vers 2 h 30 du matin le 28 avril,, il retrouve sa compagne Petacci, qui avait demandé à le rejoindre. Au total, plus de cinquante dirigeants fascistes et leurs familles seront retrouvés dans le convoi et arrêtés par les partisans. Mis à part Mussolini et Petacci, seize des plus éminents d'entre eux seront sommairement fusillés à Dongo le lendemain et dix autres tués au cours de deux nuits successives.

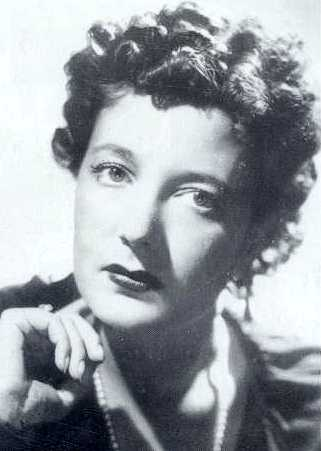
Clara Petacci, la maîtresse de Mussolini, sera capturée et exécutée à ses côtés.

Les combats se poursuivent toujours dans les environs de Dongo. Craignant que Mussolini et Petacci ne soient sauvés par des partisans fascistes, les partisans les conduisent au milieu de la nuit à Bonzanigo di Mezzegra, dans la ferme d'une famille de paysans nommée De Maria ; estimant l'endroit sûr pour leur captivité. Mussolini et Petacci y passèrent le reste de la nuit et la majeure partie du lendemain.

Le soir de la capture de Mussolini, Sandro Pertini, le leader des partisans socialistes du nord de l'Italie, annonce sur Radio Milan :
Le chef de cette association de délinquants, Mussolini, tout jaune de rancœur et de peur et tentant de franchir la frontière suisse, a été arrêté. Il doit être remis à un tribunal du peuple afin qu'il puisse être jugé rapidement. Nous le voulons, même si nous pensons qu'un peloton d'exécution est trop d'honneur pour cet homme. Il mériterait d'être tué comme un chien galeux.

### Ordre d'exécution
Il existe différents comptes rendus quant à la décision d'exécuter sommairement Mussolini. Palmiro Togliatti, le secrétaire général du Parti communiste, affirme qu'il avait ordonné l'exécution de Mussolini avant sa capture. Togliatti déclare l'avoir annoncé par message radio le 26 avril 1945 avec ces quelques mots :
Une seule chose est nécessaire pour décider qu'ils [Mussolini et les autres dirigeants fascistes] doivent payer de leur vie : la question de leur identité.
Il affirme également qu'il avait donné l'ordre en tant que vice-premier ministre du gouvernement de Rome et en tant que chef du Parti communiste. Ivanoe Bonomi, Premier ministre, nia plus tard que cela avait été dit avec l'autorité ou l'approbation de son gouvernement.

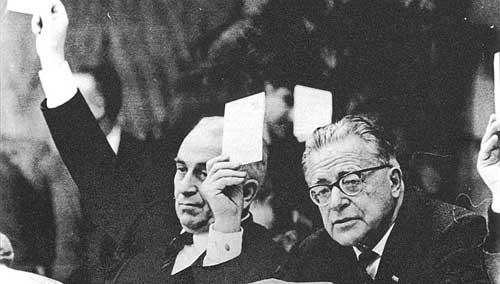
Luigi Longo (à gauche) et Palmiro Togliatti lors d'un congrès du Parti communiste après la guerre.

Un haut responsable communiste à Milan, Luigi Longo, déclare que l'ordre émanait du commandement général des unités militaires partisanes « en application d'une décision du CLNAI». Cependant, il raconta ensuite une histoire différente : lorsqu'il apprend la nouvelle de la capture de Mussolini, il convient avec Fermo Solari, membre du Parti d'action (qui faisait partie du CLNAI), qu'il doit être sommairement exécuté ; c'est d'ailleurs lui qui donne l'ordre d'exécution. Selon Leo Valiani, le représentant du Parti d'action au CLNAI, la décision d'exécuter Mussolini est prise dans la nuit du 27 au 28 avril par un groupe agissant au nom du CLNAI comprenant lui-même, Sandro Pertini, et les communistes Emilio Sereni et Luigi Longo. Le CLNAI annonce par la suite, au lendemain de sa mort, que Mussolini avait été exécuté sur ses ordres.
En tout état de cause, Longo charge un partisan communiste du Commandement général, Walter Audisio, de se rendre immédiatement à Dongo pour exécuter l'ordre. Selon Longo, il l'annonce par ces mots : « va lui tirer dessus ». L'estimant trop « impudent, inflexible et téméraire », Longo décide d'envoyer par sécurité un autre partisan, Aldo Lampredi.

## Exécution
Bien que plusieurs versions et théories contradictoires sur la mort de Mussolini et Petacci aient été avancées après la guerre, le récit de Walter Audisio, ou du moins ses éléments essentiels, reste le plus crédible et est parfois qualifié en Italie de version « officielle »,,.
Il est largement confirmé par trois récits : celui de Guglielmo Cantoni alias « Sandrino », l'un des deux jeunes partisans qui avaient gardé Mussolini et Petacci lors de leur nuit dans la maison De Maria ; celui d'un automobiliste réquisitionné par Audisio, Geninazza ; et enfin, celui du partisan communiste Aldo Lampredi, alias « Guido ». Ce récit « classique » de l'histoire est exposé dans des livres écrits dans les années 1960 par Bellini delle Stelle et Urbano Lazzaro, et le journaliste Franco Bandini. Bien que chacun de ces comptes varie dans les détails, ils sont cohérents sur les principaux faits.
Audisio et Lampredi quittent Milan pour Dongo tôt le matin du 28 avril 1945 pour exécuter les ordres donnés par Longo,. À leur arrivée à Dongo, ils rencontrent Bellini delle Stelle, le commandant local des partisans, pour faire en sorte que Mussolini leur soit remis,. Audisio utilise le nom de guerre de « colonel Valerio » lors de sa mission,. Dans l'après-midi, avec d'autres partisans, dont Aldo Lampredi et Michele Moretti, il rejoint la ferme de la famille De Maria pour récupérer Mussolini et Petacci,. Ils parcourent ensuite quelques hectomètres dans la voiture de Geninazza jusqu'au village de Giulino di Mezzegra. Le véhicule s'arrête à l'entrée de la Villa Belmonte sur une route étroite, la via XXIV maggio ; on leur demande de sortir et de se tenir près du mur de la villa,,. Audisio les abat à 16 h 10 : la première mitraillette s'enraye, la seconde le laisse à l'agonie ; Mussolini est achevé par une arme automatique,,.
Des différences subsistent entre le récit de Lampredi et celui d'Audisio. Ce dernier insiste sur la lâcheté de Mussolini juste avant sa mort (« mais... mais... monsieur le colonel... »), contrairement à Geninazza et Lampredi. Audisio déclare avoir lu une sentence de mort, alors que Lampredi l'omet. Selon Geninazza, Mussolini, loin de supplier son exécuteur, a écarté les bords de sa vareuse en lui disant : « Tire à la poitrine » ; selon Lampredi, les derniers mots de Mussolini sont « vise au cœur » ; dans le récit d'Audisio, Mussolini ne parle pas juste avant ou pendant l'exécution,.
Des différences existent également avec le récit donné par d'autres personnes impliquées, dont Lazzaro et Bellini delle Stelle. Selon ce dernier, lorsqu'il rencontre Audisio à Dongo, Audisio lui demande une liste des prisonniers fascistes ayant été capturés la veille, celui-ci marque les noms de Mussolini et Petacci pour l'exécution. Bellini delle Stelle déclare avoir contesté Audisio sur les raisons pour lesquelles Petacci devrait être exécutée. Audisio lui répond qu'elle avait été la conseillère de Mussolini, avait inspiré sa politique et était « tout aussi responsable que lui ». Selon Bellini delle Stelle, aucune autre discussion ou formalité concernant la décision de les exécuter n'a eu lieu.

Audisio donne un compte rendu différent. Il affirme avoir convoqué le 28 avril un « tribunal de guerre » à Dongo composé de Lampredi, Bellini delle Stelle, Michele Moretti et Lazzaro avec lui-même comme président. Le tribunal condamna à mort Mussolini et Petacci, en n'ayant aucune objection quant à l'une des exécutions proposées. Urbano Lazzaro nia plus tard qu'un tel tribunal avait été convoqué et déclara :
J'étais convaincu que Mussolini méritait la mort... mais il aurait dû y avoir un procès conformément à la loi. C'était très barbare.
Dans un livre qu'il a écrit dans les années 1970, Audisio fait valoir que la décision d'exécuter Mussolini prise lors de la réunion à Dongo des dirigeants partisans le 28 avril constituait un jugement valide d'un tribunal en vertu de l'article 15 de l'ordonnance du CNLAI sur la Constitution des tribunaux de Guerre. Cependant, l'absence d'un juge ou d'un Commissario di Guerra (présence requise par l'ordonnance) jette le doute sur cette affirmation,.

## Événements ultérieurs
Pendant sa dictature, les représentations du corps de Mussolini  —  par exemple des images de lui engagé dans un travail physique torse nu ou à moitié nu  —  constitue un élément central de la propagande fasciste. Son corps demeure un symbole puissant après sa mort, soit vénéré par ses partisans, soit traité avec mépris et manque de respect par les opposants, et assumant une signification politique plus large,.

### Piazzale Loreto

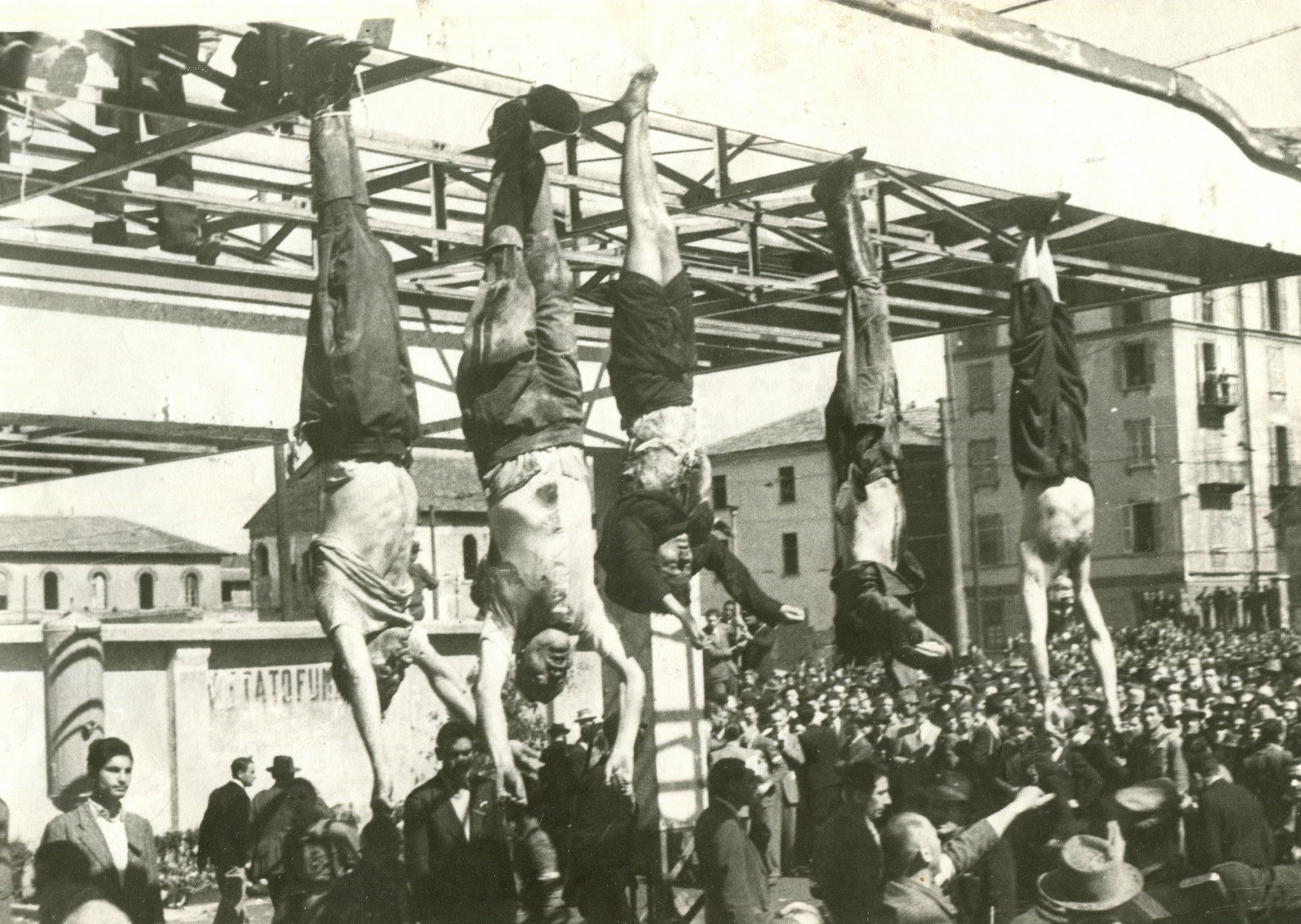
Les corps de Benito Mussolini et Clara Petacci exposés sur la Piazzale Loreto (deuxième et troisième à partir de la gauche) en 1945.

Dans la soirée du 28 avril, les corps de Mussolini, Petacci et des seize autres fascistes exécutés sont chargés dans une camionnette et transportés par camion vers le sud jusqu'à Milan. À leur arrivée dans la ville aux premières heures du 29 avril, ils sont jetés au sol sur la Piazzale Loreto, une place de banlieue près de la gare principale,. Le choix de l'emplacement est délibéré. Quinze partisans y avaient été abattus en août 1944 et exposés en représailles d'un attentat contre les Allemands. À l'époque, Mussolini aurait fait remarquer « pour le sang de Piazzale Loreto, nous le paierons cher ».
Leurs dépouilles laissées en tas, une foule considérable se rassemble vers 09 h 00 du matin. Leurs corps subissent des outrages : bombardés de légumes, crachés dessus, urinés dessus, tirés et frappés à coups de pied ; le visage de Mussolini est défiguré par les coups,,. Les forces alliées font leur arrivées dans la ville au cours de la matinée et un témoin oculaire américain décrit la foule comme « sinistre, dépravée, hors de contrôle». Après un certain temps, les corps sont pendus par les pieds à la balustrade d'un distributeur d'essence de la Standard Oil,,. Ce mode de pendaison était utilisé dans le nord de l'Italie depuis l'époque médiévale pour souligner « l'infamie » des pendus. Cependant, la raison invoquée par les personnes impliquées dans la pendaison de Mussolini et des autres de cette manière est de protéger les corps de la foule. Des séquences vidéo de ce qui s'est passé semblent confirmer que c'est bien le cas.

### Morgue et autopsie

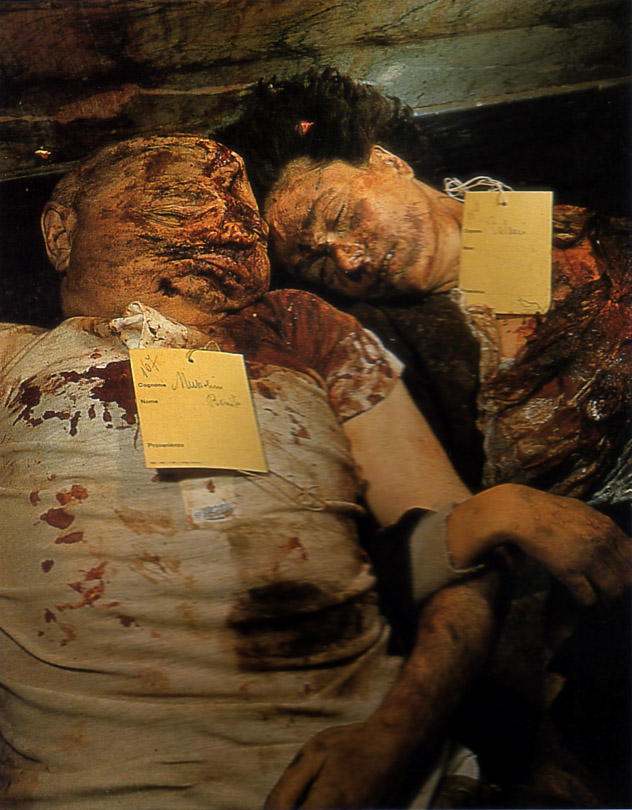
Dépouilles de Mussolini et Petacci photographiés par un cadreur de l'armée américaine à la morgue de la ville de Milan.

Vers 14 h 00 le 29 avril, les autorités militaires américaines, qui viennent d'arriver dans la ville, ordonnent que les corps soient retirés et livrés à la morgue de la ville pour y être autopsiés. Un cadreur de l'armée américaine prend des clichés des corps pour publication, dont une de Mussolini et Petacci positionnés dans une pose macabre comme étant bras dessus bras dessous.
Le 30 avril, une autopsie est pratiquée sur Mussolini à l'Institut de médecine légale de Milan. Une version du rapport suivant indique qu'il a été abattu de neuf balles, tandis qu'une autre version précisait sept balles. Quatre balles logées près du cœur ont provoqué le décès. Les calibres des balles n'ont pas été identifiés. Des échantillons du cerveau de Mussolini sont prélevés et envoyés aux États-Unis pour analyse. L'intention était de prouver l'hypothèse que la syphilis l'avait rendu fou, mais l'analyse ne donnera aucun résultat; aucune preuve de syphilis n'est trouvée sur son corps non plus. Aucune autopsie n'est pratiquée sur Petacci.

### Impact sur Hitler
Dans l'après-midi du 29 avril, Adolf Hitler apprend l'exécution de Mussolini, bien qu'on ne sache pas combien de détails lui ont été communiqués,. Le même jour, Hitler écrit dans son Testament qu'il a l'intention de choisir la mort plutôt que de « tomber entre les mains des ennemis » et des masses, et de devenir « un spectacle arrangé par les Juifs ». Le lendemain, Hitler se suicide à Berlin, peu de temps avant que la ville ne tombe aux mains de l'Armée rouge. Conformément aux instructions préalables d'Hitler, sa dépouille est immédiatement brûlée avec de l'essence.

Certains historiens pensent que la fin de Mussolini a été un facteur déterminant dans la décision du suicide d'Hitler ainsi que le souhait d'une incinération. Alan Bullock déclare que la nouvelle du sort de Mussolini a vraisemblablement accru sa détermination à éviter la capture et William L. Shirer pense que la connaissance des événements entourant la mort de Mussolini a peut-être renforcé la détermination d'Hitler à ne pas risquer que sa chute ne se transforme en humiliation publique. Cependant, Hugh Trevor-Roper estime improbable cette option car il est peu plausible que les détails de la mort de Mussolini aient été rapportés à Hitler et, en tout état de cause, il avait déjà décidé de sa ligne de conduite. Selon Ian Kershaw, il n'est pas certain qu'Hitler ait été informé des détails de sa mort : 

« S'il avait appris l'intégralité de l’exécution du Duce, cela n'aurait pu que confirmer son anxiété de se suicider avant qu'il ne soit trop tard et d'empêcher que son corps ne soit saisi par ses ennemis. »

### Inhumation et vol de cadavre
Après sa mort et l'exposition de son cadavre à Milan, Mussolini est enterré dans une tombe anonyme dans le cimetière de Musocco, au nord de la ville. Dans la nuit du dimanche de Pâques du 22 au 23 avril 1946, le corps de Mussolini est localisé et exhumé par un néo-fasciste du Parti fasciste démocratique, Domenico Leccisi, assisté par deux amis. Sur une période de seize semaines, il est déplacé d'un endroit à l'autre  —  les cachettes comprennent une villa, un monastère et un couvent  —  pendant les recherches des autorités. Finalement, en août, le corps (avec une jambe manquante) est retrouvé caché dans une malle dans la basilique de la chartreuse de Pavie, non loin de Milan. Deux frères franciscains sont accusés d'avoir aidé Leccisi à cacher le corps,.
Pendant les onze années suivantes, les restes de Mussolini sont confiés aux Franciscains et cachés dans une armoire dans un monastère capucin de Cerro Maggiore afin d'éviter qu’un culte lui soit rendu. Le sort du corps est gardé secret, même de la famille de Mussolini. Le 30 août 1957, le gouvernement d'Adone Zoli (qui connaissait Rachele, la veuve de Mussolini), ayant besoin du soutien de l'extrême droite au Parlement, décide de rendre la dépouille à la famille Mussolini qui la transfère dans la crypte de la chapelle familiale dans le cimetière de San Cassiano de Predappio, en Romagne.

### Tombeau et anniversaire de la mort

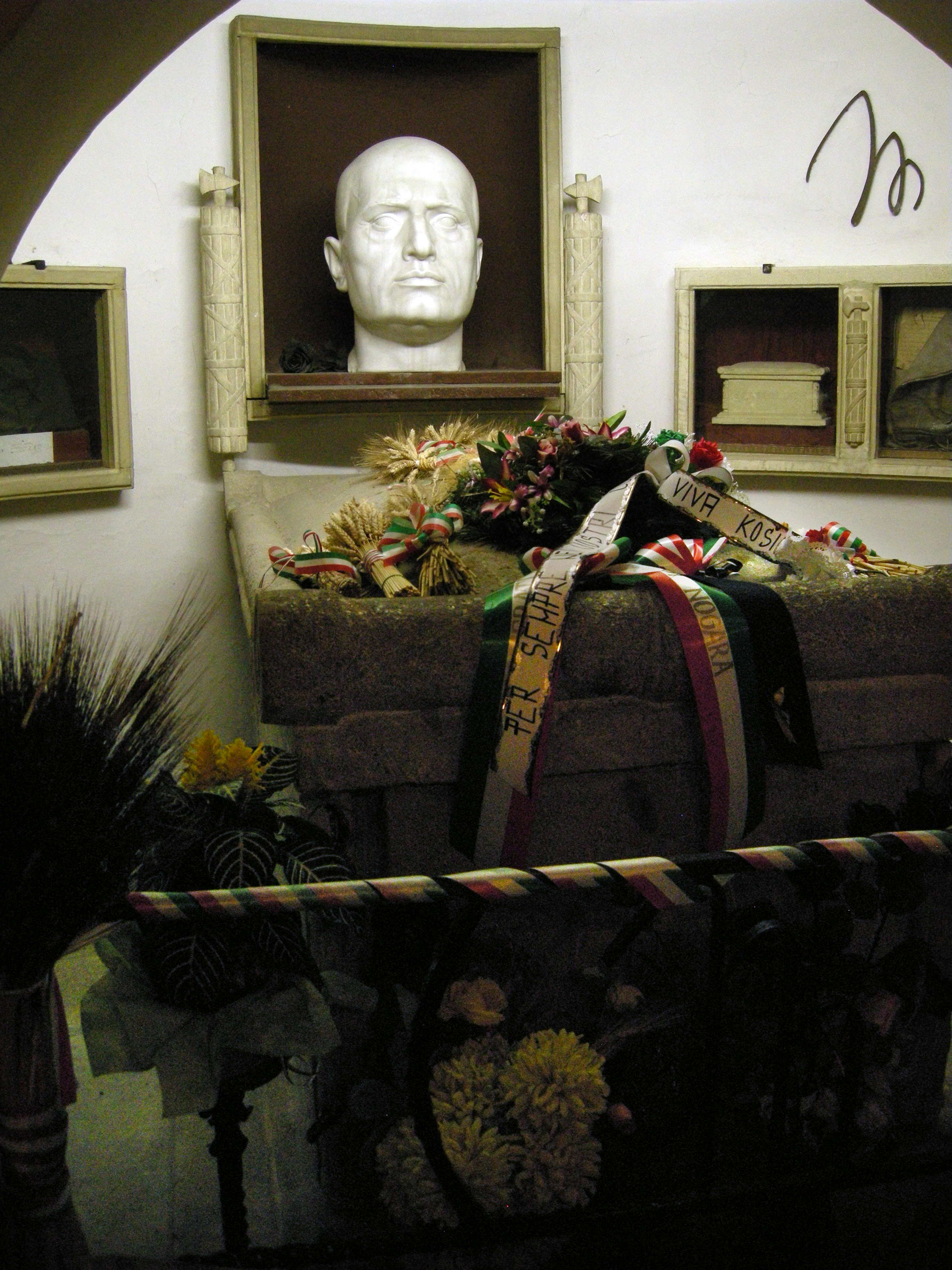
La tombe de Mussolini dans sa crypte familiale, à Predappio.

L'emblème du parti néofasciste MSI représente le sarcophage de Mussolini (en coupe, sous la forme d'un trapèze) sur lequel brûle la flamme tricolore italienne.

La ré-inhumation dans le caveau familial a lieu le 1er septembre 1957 à Predappio, en présence de partisans faisant le salut fasciste. Mussolini est inhumé dans un grand sarcophage de pierre. La tombe est décorée de symboles fascistes, surplombée par un grand buste en marbre de Mussolini. Près du sarcophage, des vitrines abritent des objets lui ayant appartenu, dont une urne qui renferme un fragment de son cerveau. Devant la tombe se trouve un registre que les visiteurs doivent signer après lui avoir rendu hommage. Le tombeau deviendra un lieu de pèlerinage néo-fasciste. Le nombre de signataires varie d'une dizaine à plusieurs centaines par jour, avec des milliers de signatures à certains anniversaires ; la quasi-totalité des commentaires laissés soutiennent ouvertement Mussolini.
L'anniversaire de sa mort, le 28 avril, devient l'une des trois dates que les partisans néo-fascistes marquent par de grands rassemblements. À Predappio, une marche a lieu entre le centre-ville et le cimetière. L'événement attire généralement des milliers de nostalgiques du fascisme italien et comprend des discours, des chansons et des personnes faisant le salut fasciste. Son village accueille 80 000 à 100 000 visiteurs par an.

## Controverse d'après-guerre
En dehors de l'Italie, la version d'Audisio sur la façon dont Mussolini a été exécuté est largement acceptée et ne prête pas à controverse. Cependant, en Italie, le sujet a fait l'objet de débats et de disputes approfondis depuis la fin des années 1940 jusqu'à nos jours et diverses théories sur la mort de Mussolini ont proliféré,. Au moins 12 individus différents ont été identifiés à divers moments comme étant responsables de la fusillade. Des comparaisons sont faites avec les théories du complot pour l'assassinat de John F. Kennedy, étant décrites comme l'équivalent italien de cette spéculation.

### Réception de la version d'Audisio
Jusqu'en 1947, l'implication d'Audisio est gardée secrète, et dans les premières descriptions des événements (dans une série d'articles parus dans le journal du Parti communiste L'Unità à la fin de 1945), la personne qui a exécuté la fusillade n'était désignée que sous le nom de « colonel Valerio».
Audisio est nommé pour la première fois dans une série d'articles parus dans le journal Il Tempo en mars 1947 et le Parti communiste a par la suite confirmé l'implication d'Audisio. Audisio lui-même n'en a pas parlé publiquement jusqu'à la publication de son récit dans une série de cinq articles dans le journal L'Unità plus tard ce mois-là (et répété dans un livre qu'Audisio a écrit plus tard qui sera publié en 1975, deux ans après sa mort). D'autres versions de l'histoire ont également été publiées, dont, dans les années 1960, deux livres retraçant le récit « classique » de l'histoire : Dongo, la fine di Mussolini de Lazzaro et Bellini delle Stelle et Le ultime 95 ore di Mussolini du journaliste Franco Bandini.
Peu de temps après, il est noté quelques divergences entre l'histoire originale d'Audisio publiée dans L'Unità, les versions ultérieures qu'il a fournies et les versions des événements fournies par d'autres. Bien que son récit soit très probablement construit autour des faits, il a certainement été embelli. Les divergences et les exagérations évidentes, associées à la conviction que le Parti communiste l'avait choisi pour revendiquer la responsabilité de leurs propres objectifs politiques, ont conduit certains en Italie à croire que son histoire était totalement ou largement fausse.
En 1996, un récit privé inédit écrit en 1972 par Aldo Lampredi pour les archives du Parti communiste, parut dans L'Unità. Dans ce document, Lampredi confirme les faits clés de l'histoire d'Audisio mais sans les embellissements. Lampredi était sans conteste un témoin oculaire et, parce qu'il préparait son récit pour les archives privées du Parti communiste — et non pour la publication — on s'aperçut qu'il n'avait d'autre motivation que de dire la vérité. De plus, il avait la réputation d'être fiable et digne de confiance ; il était également connu pour avoir détesté personnellement Audisio. Pour toutes ces raisons, il fut jugé significatif qu'il ait largement confirmé le récit d'Audisio. Après la publication du récit de Lampredi, la plupart des commentateurs, mais pas tous, étaient convaincus de sa véracité. L'historien Giorgio Bocca commente :

« Il balaie tous les mauvais romans construits sur 50 ans sur la fin du Duce et du fascisme... maintenant c'est incontestablement clair. »

### Réclamations de Lazzaro

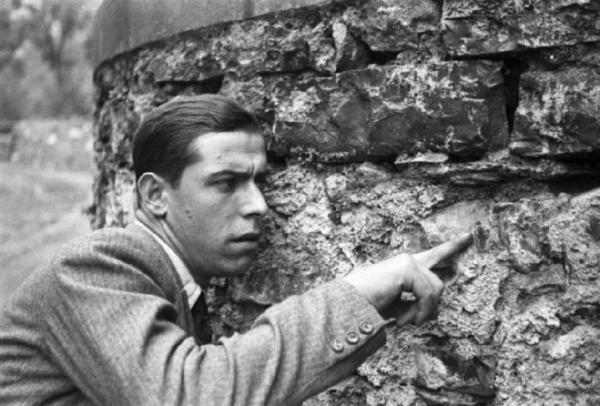
Urbano Lazzaro en 1945, indiquant un impact de balle près de l'entrée de la Villa Belmonte.

Dans son livre de 1993 Dongo : un demi-siècle de mensonges, le leader partisan Urbano Lazzaro réitère une affirmation qu'il avait dite plus tôt : le « colonel Valerio » était Luigi Longo et non Walter Audisio. Il a également affirmé que Mussolini avait été blessé par inadvertance plus tôt dans la journée lorsque Petacci tenta de saisir l'arme de l'un des partisans, qui tua Petacci et Michele Moretti, avant d'abattre Mussolini,,.

### L'«hypothèse britannique»
Il existe plusieurs affirmations selon lesquelles l'unité britannique d'opérations secrètes en temps de guerre, le Special Operations Executive (SOE), est responsable de la mort de Mussolini, et qu'elle peut même avoir été ordonnée par le Premier ministre britannique, Winston Churchill. Apparemment, cela faisait partie d'une « dissimulation » pour récupérer des « accords secrets » et une correspondance compromettante entre les deux hommes, que Mussolini transportait lorsqu'il a été capturé par des partisans. On dit que la correspondance comprenait des offres de Churchill de paix et de concessions territoriales en échange de Mussolini persuadant Hitler de rejoindre les Alliés occidentaux dans une alliance contre l'Union soviétique,. Les partisans de cette théorie ont inclus des historiens tels que Renzo De Felice et Pierre Milza et des journalistes dont Peter Tompkins  et Luciano Garibaldi; cependant, la théorie est rejetée par beaucoup,,.

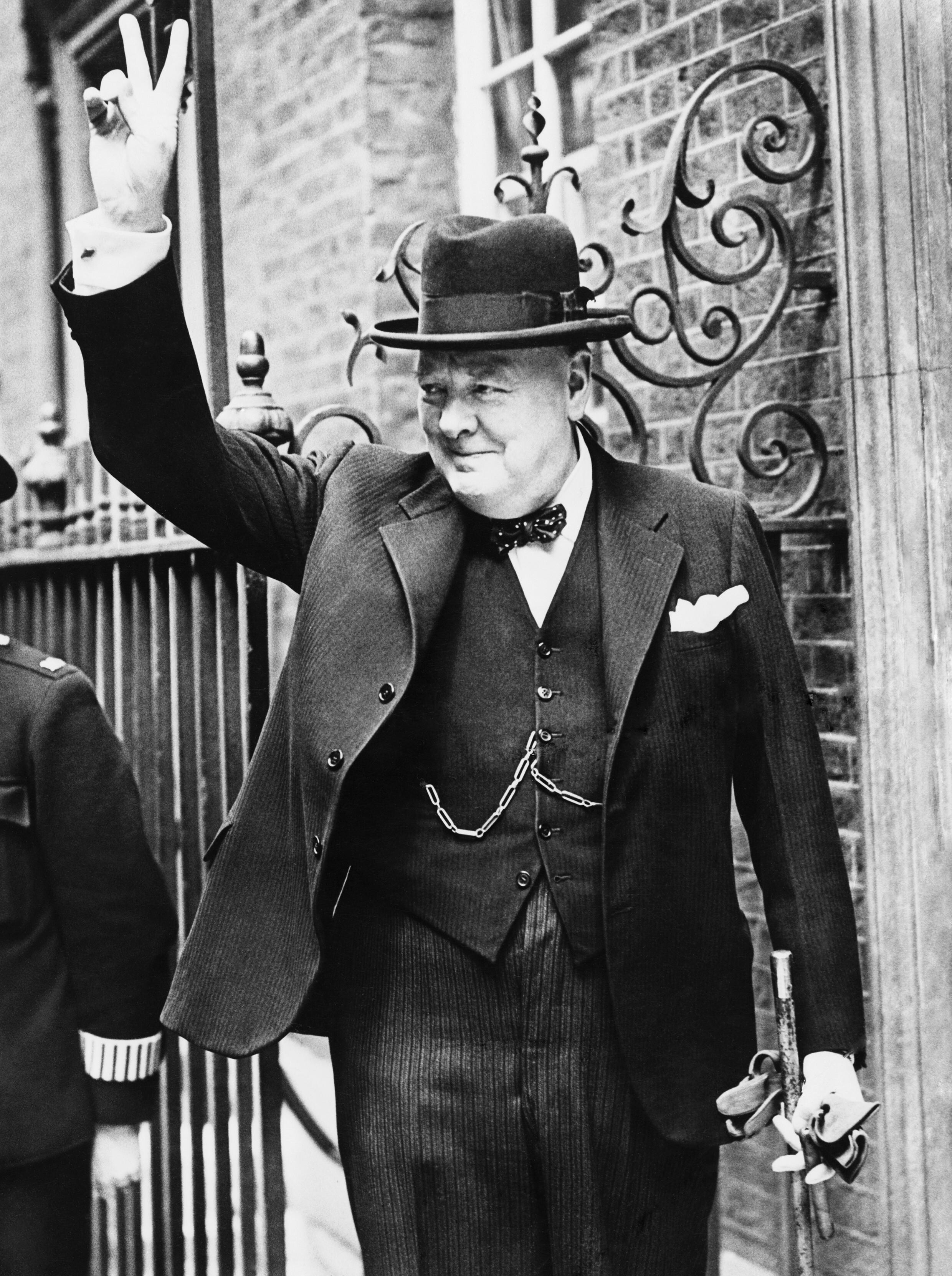
Winston Churchill en 1940.

En 1994, Bruno Lonati, un ancien chef de parti, publie un livre dans lequel il affirme avoir abattu Mussolini, accompagné dans sa mission par un officier de l'armée britannique appelé « John », ayant abattu Petacci,. Le journaliste Peter Tompkins affirme avoir établi que « John » était Robert Maccarrone, un agent britannique du SOE d'ascendance sicilienne. Selon Lonati, lui et « John » se sont rendus à la ferme De Maria dans la matinée du 28 avril et ont tué Mussolini et Petacci vers 11 h 00,. En 2004, la chaîne de télévision publique italienne RAI diffuse un documentaire, coproduit par Tompkins, dans lequel la théorie est avancée. Lonati est interviewé pour le documentaire et affirme lors de son arrivée à la ferme :
Petacci était assise sur le lit et Mussolini était debout. « John » m'a emmené dehors et m'a dit que ses ordres étaient de les éliminer tous les deux, parce que Petacci savait beaucoup de choses. J'ai dit que je ne pouvais pas lui tirer dessus, alors John a dit qu'il l'abattrait lui-même, tout en précisant que Mussolini devait cependant être tué par un Italien.
Ils les auraient sortis de la maison et, au coin d'une ruelle voisine, les auraient placés contre une clôture et abattus. Le documentaire comprend une interview de Dorina Mazzola déclarant que sa mère a été témoin de la fusillade, ajoutant qu'elle-même avait entendu les coups de feu et qu'en « regardant l'heure, il était presque 11 heures ». Le documentaire poursuit en affirmant que les fusillades ultérieures à la Villa Belmonte avaient ensuite été mises en scène dans le cadre de la « dissimulation ».
La théorie est critiquée pour son manque de preuves sérieuses, en particulier sur l'existence de la correspondance avec Churchill,, et parce qu'elle implique une double fusillade, d'abord à Bonzanigo, puis à Giulino où les cadavres de Mussolini et Petacci auraient été à nouveau fusillés. Selon Christopher Woods (chercheur pour l'histoire officielle du SOE), commentant le documentaire télévisé de la RAI en 2004, il s'agit d'affirmations infondées, citant : « c'est juste l'amour de la conspiration ». Cependant, Winston Churchill était venu sur les bords du lac de Côme, en juin 1945 puis en août 1945. En juin, il s'était rendu devant la villa Belmonte. En août, un observateur qui pourrait être Richard de Grandmaison aperçut Churchill par la fenêtre d'une villa de Moltrasio : il compulsait des liasses de documents et en faisait brûler une grande quantité. Cette destruction dura pendant six jours.

### Autres théories sur sa mort

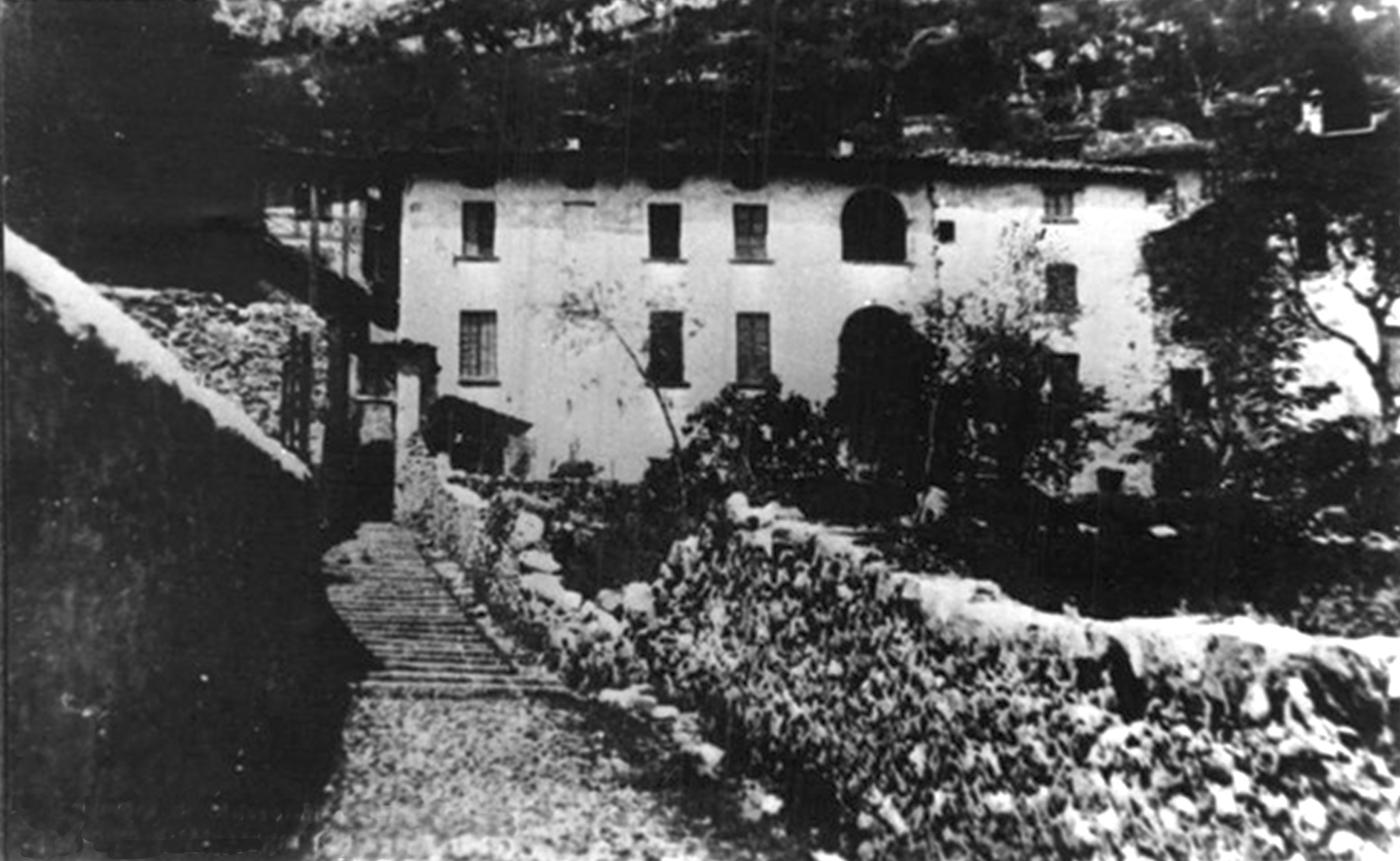
La ferme De Maria vers 1945.

Certains, dont le plus obstinément le journaliste fasciste Giorgio Pisanò, affirment que Mussolini et Petacci avaient été abattus plus tôt dans la journée près de la ferme De Maria et que l'exécution à Giulino de Mezzegra avait été mise en scène avec des cadavres,. Le premier à émettre cette théorie fut Franco Bandini avant 1978. Cette théorie de la double fusillade est contredite par les témoignages d'habitants de Bonzanigo et de Giulino ayant aperçu les deux captifs sortir vers 16 heures avec leurs gardiens,.
D'autres théories sont publiées, notamment des allégations selon lesquelles non seulement Luigi Longo, par la suite chef du Parti communiste dans l'Italie d'après-guerre, mais aussi Sandro Pertini, le futur président italien, auraient perpétré les tirs. D'autres ont affirmé que Mussolini (en compagnie de Petacci) s'était suicidé avec des capsules de cyanure.

#### Livres
- Walter Audisio, In nome del popolo italiano, Teti, 1975 (ISBN 88-7039-085-3)
- Roderick Bailey, Target: Italy: The Secret War Against Mussolini 1940–1943, Faber & Faber, 2014 (ISBN 978-0-571-29920-1)
- Pierluigi Baima Bollone, Le ultime ore di Mussolini, Milan, Mondadori, 2005 (ISBN 88-04-53487-7)
- Franco Bandini, Les dernières heures de Mussolini, Éditions France-Empire, 1961.
- (it) Franco Bandini, Vita e morte segreta di Mussolini, Mondadori, 1978.
- Pier Luigi Lazzaro, Urbano Bellini delle Stelle, Dongo ultima azione, Mondadori, 1962
- Martin Blinkhorn, Mussolini and Fascist Italy, Routledge, 2006 (ISBN 978-1-134-85214-7)
- R. J. B. Bosworth, Mussolini, Bloomsbury Publishing, 2014 (ISBN 978-1-84966-444-8)
- Alan Bullock, Hitler: A Study in Tyranny, Penguin Books, 1962 (1re éd. 1952) (ISBN 978-0-14-013564-0)
- Giorgio Cavalleri et al., La fine. Gli ultimi giorni di Benito Mussolini nei documenti dei servizi segreti americani (1945–1946), Garzanti, 2009 (ISBN 88-11-74092-4)
- Martin Clark, Mussolini, Routledge, 2014a (ISBN 978-1-317-89840-5, lire en ligne)
- Martin Clark, Modern Italy, 1871 to the Present, Routledge, 2014b (ISBN 978-1-317-86603-9)
- Maria Pia Di Bella, Death of the Father: An Anthropology of the End in Political Authority, Berghahn Books, 2004, 33–62 p. (ISBN 978-1-57181-111-0), « From Future to Past: A Duce's Trajectory »
- Christopher Duggan, The Force of Destiny: A History of Italy Since 1796, Houghton Mifflin Harcourt, 2008 (ISBN 0-618-35367-4, lire en ligne)
- Christopher Duggan, Fascist Voices: An Intimate History of Mussolini's Italy, Oxford University Press, 2013 (ISBN 978-0-19-973078-0)
- Luciano Garibaldi, Mussolini: The Secrets of His Death, Enigma, 2004 (ISBN 978-1-929631-23-0)
- Christian Goeschel, Mussolini and Hitler: The Forging of the Fascist Alliance, Yale University Press, 2018 (ISBN 978-0-300-17883-8, lire en ligne)
- Ian Kershaw, Hitler, 1936–1945: Nemesis, Penguin, 2001 (1re éd. 2000) (ISBN 978-0-14-027239-0)
- Ian Kershaw, Hitler: A Biography, W. W. Norton & Company, 2008 (ISBN 978-0-393-06757-6)
- Urbano Lazzaro, Dongo: mezzo secolo di menzogne, Mondadori, 1993 (ISBN 88-04-36762-8)
- Bruno Giovanni Lonati, Quel 28 aprile. Mussolini e Claretta: la verità, Milan, Mursia, 1994 (ISBN 88-425-1761-5)
- Sergio Luzzatto, The Body of Il Duce: Mussolini's Corpse and the Fortunes of Italy, Henry Holt and Company, 2014 (ISBN 978-1-4668-8360-4)
- Pierre Milza, Les derniers jours de Mussolini, Fayard, 2010.
- Philip Morgan, The Fall of Mussolini: Italy, the Italians, and the Second World War, OUP Oxford, 2008 (ISBN 978-0-19-157875-5, lire en ligne)
- Ray Moseley, Mussolini: The Last 600 Days of Il Duce, Taylor Trade Publications, 2004 (ISBN 978-1-58979-095-7, lire en ligne)
- Peter Neville, Mussolini, Routledge, 2014 (ISBN 978-1-317-61304-6)
- Charles T. O'Reilly, Forgotten Battles: Italy's War of Liberation, 1943–1945, Lexington Books, 2001 (ISBN 978-0-7391-0195-7)
- Stanley G. Payne, A History of Fascism, 1914–1945, University of Wisconsin Press, 1996 (ISBN 978-0-299-14873-7)
- Giorgio Pisanò, Gli ultimi cinque secondi di Mussolini, Il saggiatore, 1996 (ISBN 88-428-0350-2, lire en ligne)
- Luisa Quartermaine, Mussolini's Last Republic: Propaganda and Politics in the Italian Social Republic (R.S.I.) 1943–45, Intellect Books, 2000 (ISBN 978-1-902454-08-5)
- Vittorio Roncacci, La calma apparente del lago. Como e il Comasco tra guerra e guerra civile 1940–1945, Macchione (Italy), 2003 (ISBN 88-8340-164-6)
- Anne Sharp Wells, Historical Dictionary of World War II: The War in Germany and Italy, Scarecrow Press, 2013 (ISBN 978-0-8108-7944-7)
- William L. Shirer, The Rise and Fall of the Third Reich, Simon & Schuster, 1960 (ISBN 978-0-671-62420-0)
- Peter Tompkins, Dalle carte segrete del Duce, Tropea, 2001 (ISBN 88-4380-296-8)
- Hugh R. Trevor-Roper, The Last Days of Hitler, Palgrave Macmillan, 1995 (ISBN 978-1-349-14104-3, lire en ligne)
- Gian Franco Venè, La condanna di Mussolini, Milan, Fratelli Fabbri editori, 1973.
- Marc Ferro, Ils étaient sept hommes en guerre, éd. Robert Lafont, 2007

#### Articles de journaux, revues et sites Web
- Walter Audisio, « Missione a Dongo », L'Unità,‎ mars 1947:

« Missione a Dongo », L'Unità,‎ 25 mars 1947, p. 1 (lire en ligne [archive du 26 août 2014], consulté le 6 novembre 2014);
« Missione a Dongo », L'Unità,‎ 25 mars 1947, p. 2 (lire en ligne [archive du 26 août 2014], consulté le 6 novembre 2014);
« Solo a Como con 13 partigiani », L'Unità,‎ 26 mars 1947, p. 1 (lire en ligne [archive du 26 août 2014], consulté le 6 novembre 2014);
« Solo a Como con 13 partigiani », L'Unità,‎ 26 mars 1947, p. 2 (lire en ligne [archive du 26 août 2014], consulté le 6 novembre 2014);
« La corsa verso Dongo », L'Unità,‎ 27 mars 1947, p. 1 (lire en ligne [archive du 26 août 2014], consulté le 6 novembre 2014);
« La corsa verso Dongo », L'Unità,‎ 27 mars 1947, p. 2 (lire en ligne [archive du 26 août 2014], consulté le 6 novembre 2014);
« La fucilazione del dittatore », L'Unità,‎ 28 mars 1947, p. 1 (lire en ligne [archive du 26 août 2014], consulté le 6 novembre 2014);
« La fucilazione del dittatore », L'Unità,‎ 28 mars 1947, p. 2 (lire en ligne [archive du 26 août 2014], consulté le 6 novembre 2014);
« Epilogo a Piazzale Loreto », L'Unità,‎ 29 mars 1947, p. 1 (lire en ligne [archive du 26 août 2014], consulté le 6 novembre 2014);
« Epilogo a Piazzale Loreto », L'Unità,‎ 29 mars 1947, p. 2 (lire en ligne [archive du 26 août 2014], consulté le 6 novembre 2014)
- BBC History, « Historic figures: Benito Mussolini (1883–1945) », BBC (consulté le 11 novembre 2014)
- Paul Bompard, « Did Churchill kill Il Duce? », Times Higher Education,‎ 16 octobre 1995 (lire en ligne, consulté le 14 novembre 2014)
- John Foot, « The Dead Duce », History Today, vol. 49, no 8,‎ 1999 (lire en ligne, consulté le 11 novembre 2014)
- John Hooper, « Urbano Lazzaro, The partisan who arrested Mussolini », The Guardian,‎ 28 février 2006 (lire en ligne, consulté le 7 novembre 2014)
- Paolo Monelli, « Il y a dix ans : la fin de Mussolini », Historia, no 100,‎ mars 1955, p.247-254.
- Paolo Monelli, « Il y a dix ans : Mussolini était abattu à coups de mitraillette », Historia, no 101,‎ avril 1955, p. 365-373.
- Richard Owen, « Mussolini killed ‘on Churchill’s orders by British agents’ », The Times,‎ 28 août 2004 (lire en ligne, consulté le 14 novembre 2014)
- Henry Samuel, « Winston Churchill 'ordered assassination of Mussolini to protect compromising letters’ », The Daily Telegraph,‎ 2 septembre 2010 (lire en ligne [archive du 1er mai 2013], consulté le 14 novembre 2014)
- Benjamin Soloway, « Did the Brutal Death of Mussolini Contribute to Hitler’s Suicide? », Foreign Policy, 28 avril 2015 (consulté le 3 mai 2021)
- Nick Squires, « Mussolini's brain 'stolen for sale on eBay' », The Daily Telegraph,‎ 21 novembre 2009 (lire en ligne, consulté le 12 novembre 2014)